# ميكايلا شيفرين
ميكايلا شيفرين (بالإنجليزية: Mikaela Shiffrin)‏ (مواليد 13 مارس 1995) هي لاعبة التزلج على المنحدرات الثلجية أمريكية فازت بعدة ميداليات منها 2 ذهبية في الأولمبياد و5 ذهبية في بطولة العالم.

## روابط خارجية
- ميكايلا شيفرين على موقع الاتحاد الدولي للتزلج (التزلج على المنحدرات الثلجية) (الإنجليزية)
- ميكايلا شيفرين على موقع اللجنة الأولمبية الدولية (الإنجليزية)
- ميكايلا شيفرين على موقع أوليمبيديا (الإنجليزية)
- ميكايلا شيفرين على موقع اللجنة الأولمبية والبارالمبية الأمريكية (الإنجليزية)